# Moise în Islam
Moise este unul dintre cei mai importanți profeți și este cel mai frecvent citat personaj biblic din Coran, având nu mai puțin de 115 menționări pe parcursul textului coranic. El este o figură foarte importantă pentru religie, fiind cel căruia i se revelează Cele Zece Porunci. 

### Importanța în Islam
Se poate remarca o emfază deosebită asupra lui Moise în cadrul textului ce stă la baza credinței islamice, fiind figura biblică căreia i se acordă cea mai mare importanță.El este recunoscut ca fiind unul dintre cei cinci profeți din Islam, alături de Iisus, Avraam, Noe și Muhammad. Interesul pentru personajul biblic se concretizează sub forma pasajelor referitoare la acesta, care sunt răspândite în peste treizeci de capitole, celui mai lung dintre acestea fiindu-i dedicate aproximativ nouăzeci de versete.  Prin unirea acestor segmente, exegeții musulmani reușesc să reconstituie povestea lui Moise într-o manieră asemănătoare celei din Biblie: nașterea lui, chemarea, relația cu faraonul, revelația Torei, episodul cu vițelul de aur. Conform tradiției islamice, Moise se numără printre profeții ce îl întâlnesc pe Muhammad în Jannah (Grădina Edenului), fiind cel care îl îndeamnă să îi ceară lui Dumnezeu ca numărul de rugăciuni zilnice necesare să scadă de la 50 la 5. Potrivit ideologiei musulmane, toți musulmanii trebuie să aibă credință în fiecare profet și mesager al lui Dumnezeu, ceea ce îl include și pe Moise.

### Moise ca legătură religioasă
Spre deosebire de poveștile altor personaje biblice, pasajele referitoare la viața și importanța lui Moise se regăsesc în repetate rânduri de-a lungul textului de căpătâi al musulmanilor,făcându-se chiar o paralelă cu tradițiile biblice sau ebraice între viața lui Moise și cea a profetului Muhammad. Povestea personajului biblic este adesea percepută drept o paralelă spirituală cu viața ultimului profet recunoscut de Islam, teologia musulmană observând numeroase asemănări privind parcursul celor doi. Exodul condus de Moise și Hegira condusă de profetul Muhammad reprezintă un punct cheie în acest sens, fiind considerat de musulmani ca având la bază aceeași idee: migrația cauzată de persecuție.

### Asemănări și deosebiri
Principala asemănare dintre cele două figuri religioase o reprezintă menirea de profet, de om căruia îi este încredințat un text ca ghid spiritual al comunității.  Alte aspecte pe care cei doi le împărtășesc sunt legate de însuși existența lor, ambii fiind oameni obișnuiți, născuți în urma legăturii dintre un bărbat și o femeie, care urmează un curs al vieții normal până la momentul revelației. O altă asemănare se leagă de reacția poporului la contactul cu revelația, atât Moise cât și Muhammad fiind acceptați drept profeți chiar în timpul vieții lor. Totodată, există și diferențe între perspectiva creștină și cea musulmană, cea mai remarcabilă fiind legată de implicarea divinității în ceea ce privește parcursul lui Moise. În varianta islamică, Dumnezeu este cel care îi ghidează existența, pe când în varianta creștină contribuția divinității nu este nici măcar precizată. Atitudinea lui Moise în dialogul cu divinitatea reprezintă și ea o divergență între cele două abordări religioase. În Biblie, acesta îl întrerupe adesea pe Dumnezeu, pe când în Coran așteaptă întotdeauna ca El să termine înainte de a vorbi.